# Open GDF Suez de Biarritz 2013
L'Open GDF SUEZ de Biarritz 2013 è stato un torneo di tennis facente parte della categoria ITF Women's Circuit nell'ambito dell'ITF Women's Circuit 2013. È stata l'11ª edizione del torneo che si è giocata a Biarritz in Francia dall'8 al luglio 2013 su campi in terra rossa e aveva un montepremi di $100,000.

## Partecipanti

### Teste di serie
| Nazionalità | Giocatrice                | Ranking* | Testa di serie |
| ----------- | ------------------------- | -------- | -------------- |
| Lussemburgo | Mandy Minella             | 92       | 1              |
| Francia     | Pauline Parmentier        | 110      | 2              |
| Slovacchia  | Anna Karolína Schmiedlová | 119      | 3              |
| Russia      | Aleksandra Panova         | 150      | 4              |
| Russia      | Ekaterina Byčkova         | 151      | 5              |
| Francia     | Claire Feuerstein         | 155      | 6              |
| Francia     | Virginie Razzano          | 158      | 7              |
| Russia      | Vera Duševina             | 163      | 8              |

- Ranking al 24 giugno 2013.

### Altre partecipanti
Giocatrici che hanno ricevuto una wild card:
- Estelle Cascino
- Irina Ramialison
- Constance Sibille
- Laura Thorpe

Giocatrici che sono passate dalle qualificazioni:
- Michaela Boev
- Varvara Flink
- Vanesa Furlanetto
- Sofija Kovalec

## Vincitrici

### Singolare
Stephanie Vogt ha battuto in finale  Anna Karolína Schmiedlová con il punteggio di 1–6, 6–3, 6–2

### Doppio
Julija Bejhel'zymer /  Ol'ga Savčuk hanno battuto in finale  Vera Duševina /  Ana Vrljić con il punteggio di 2–6, 6–4, [10–8]